# Wahlkreis Nr. 8 (Senat der Republik Polen)
Der Wahlkreis Nr. 8 (polnisch Okręg wyborczy nr 8) ist ein seit 2011 bestehender Wahlkreis für die Wahl des Senats der Republik Polen und wurde auf Grundlage des Kodeks wyborczy vom 5. Januar 2011 (Dz.U. 2011 nr 21 poz. 112) errichtet. Das Gebiet des Wahlkreises Nr. 7 war bis dahin ein Teil des Wahlkreises Nr. 3. Die erste Wahl, die im Wahlkreis stattfand, war die Parlamentswahl am 9. Oktober 2011.
Der Wahlkreis umfasst nach dem Anlage Nr. 2 (Załącznik nr 2) des Kodeks wyborczy in der letzten Bekanntmachung vom 22. Februar 2019 (Dz.U. 2019 poz. 684) die Osiedla der Stadt Breslau (Wrocław): Gądów-Popowice Południowe, Jerzmanowo-Jarnołtów-Strachowice-Osiniec, Karłowice-Różanka, Kleczków, Kowale, Kużniki, Leśnica, Lipa Piotrowska, Maślice, Muchobór Mały, Muchobór Wielki, Nadodrze, Nowy Dwór, Ołbin, Osobowice-Rędzin, Pawłowice, Pilczyce-Kozanów-Popowice, Polanowice-Poświętne-Ligota, Pracze Odrzańskie, Psie Pole-Zawidawie, Sołtysowice, Swojczyce-Strachocin-Wojnów, Szczepin, Świniary, Widawa und Żerniki.
Der Sitz der Wahlkreiskommission ist Breslau.

## Wahlkreisvertreter
| WP    | Wahl | Senator | Senator                    | Wahlkomitee                                   |
| ----- | ---- | ------- | -------------------------- | --------------------------------------------- |
| VIII. | 2011 |         | Jarosław Wojciech Obremski | KWW Rafał Dutkiewicz                          |
| IX.   | 2015 |         | Jarosław Wojciech Obremski | KWW Obremski – niezależny Senator z Wrocławia |

## Wahlergebnisse

### Parlamentswahl 2011
Die Wahl fand am 9. Oktober 2011 statt.
Von den drei amtierenden Senatoren des ehemaligen Wahlkreises Nr. 3, alle Platforma Obywatelska, traten alle bei der Parlamentswahl 2011 an: Władysław Sidorowicz, Minister für Gesundheit und Soziales im Kabinett Bielecki und Senator in seiner 2. Amtszeit, kandidierte erfolglos für den Sejm im Wahlkreis Nr. 3. Jarosław Duda, Mitglied des Sejm zwischen 2004 und 2007 und Senator in seiner 1. Amtszeit, trat im Wahlkreis Nr. 6 an und konnte dort sein Mandat verteidigen. Leon Kieres, Senator in der IV. und VII. Wahlperiode, trat im neu errichteten Wahlkreis Nr. 8 an.
Im Wahlkreis traten drei Kandidaten an: Der amtierende Senator Leon Kieres für die Platforma Obywatelska, der ehemalige Präsidentschaftskandidat Kornel Morawiecki für sein eigenes Wählerwahlkomitee (unterstützt durch die Prawo i Sprawiedliwość, die keinen Kandidaten im Wahlkreis stellten) und der amtierende stellvertretende Stadtpräsident von Breslau Jarosław Obremski für das Wählerwahlkomitee von Rafał Dutkiewicz. Obremski setzte sich gegen seine zwei Mitbewerber durch und trat seine 1. Amtszeit im Senat an.
| # | Kandidat | Kandidat                   | Wahlkomitee                               | Stimmen | Prozent |
| - | -------- | -------------------------- | ----------------------------------------- | ------- | ------- |
| 1 |          | Leon Kieres                | KW Platforma Obywatelska RP               | 53.785  | 35,36 % |
| 2 |          | Kornel Andrzej Morawiecki  | „Wolni i Solidarni“ Kornela Morawieckiego | 34.615  | 22,76 % |
| 3 |          | Jarosław Wojciech Obremski | KWW Rafał Dutkiewicz                      | 63.717  | 41,89 % |

Wahlberechtigte: 263.255 – Wahlbeteiligung: 58,72 % – Quelle: Dz.U. 2011 nr 218 poz. 1295

### Parlamentswahl 2015
Die Wahl fand am 25. Oktober 2015 statt.
Jarosław Obremski trat zur Wiederwahl im Wahlkreis an, dieses Mal jedoch für sein eigenes Wählerwahlkomitee Obremski – niezależny Senator z Wrocławia (Obremski – unabhängiger Senator von Breslau), fand aber Unterstützung durch Prawo i Sprawiedliwość und Polska Razem, die selber keinen Kandidaten im Wahlkreis aufstellten. Als einziger Gegenkandidat zu Obremski trat Józef Pinior für die KW Platforma Obywatelska RP an. Pinior war von 2004 bis 2009 Mitglied des Europäischen Parlamentes und ebenfalls amtierender Senator der Wahlperiode (Wahlkreis Nr. 2).
Obremski setzte sich erneut durch und trat in seine 2. Amtszeit als Senator ein.
| # | Kandidat | Kandidat                   | Wahlkomitee                                   | Stimmen | Prozent |
| - | -------- | -------------------------- | --------------------------------------------- | ------- | ------- |
| 1 |          | Jarosław Wojciech Obremski | KKW Obremski – niezależny Senator z Wrocławia | 89.699  | 60,55 % |
| 2 |          | Józef Pinior               | KW Platforma Obywatelska RP                   | 58.431  | 39,45 % |

Wahlberechtigte: 265.792 – Wahlbeteiligung: 59,51 % – Quelle: Dz.U. 2015 poz. 1732